# 曾航生
曾航生（英語：Sam Tsang Hong Sang，1963年4月29日—），是活躍於1990年代的香港歌手，現為無綫電視基本藝人合約男藝員。

## 背景

### 早年生活
曾航生於土瓜灣樂民新村長大，與鄭伊健為樓上樓下的鄰居。但二人當時並不熟稔，至曾航生加入無綫電視拍攝電視劇《92鍾無艷》時重遇對方，才知道彼此是街坊。他家有三姊一妹，因為父親是油船船員，所以把他的名字改作「航生」。而其洋名之所以為「Sam」緣於著名歌手許冠傑的英文名稱。曾航生小時候是一個文靜沉默的小孩，不擅長自我表達，反而多作音樂方面的表達。曾氏一家的家教嚴厲，母親閑時會穿膠花。曾航生曾就讀區內一所小學，1970年代中插班入讀聖公會聖匠小學高年級，且於1977年成為該校第一屆小六畢業生。他在校時是一名班長，讀書成績時常名列前茅。但升上聖類斯中學後由於多了機會出迪斯科遊玩，所以成績轉差。他以往常在尖沙咀「荷東」（Hollywood East）流連。再之後在因緣際會下為其中學老師當兼職樂手而接觸歌唱方面的工作。

### 入行經過
曾航生入行前已經當歌唱以及鋼琴導師。另外又參與過很多地區性的歌唱比賽。1987年，他曾經參與亞洲電視第2屆未來偶像爭霸戰，準決賽的參賽作品是張國榮的《有誰共鳴》，決賽時的指定參賽歌曲是譚詠麟的《第一滴淚》，自選歌是張學友的《飛機師的風衣》，可是是次比賽並無獲得任何獎項。同屆參賽者有甄楚倩及安德尊。曾航生出身於1985年至1986年無綫省港杯歌唱比賽（獲得第三名，參賽歌曲為張學友的《Smile Again 瑪利亞》）及新秀歌唱大賽，與張學友是同年代的歌手，也是香港流行歌曲唱作歌手。曾航生勝出省港杯歌唱比賽後是先加入無綫電視拍攝劇集，才當歌手。這是由於他的勝出獎品包括了一份電視台藝員合約。他在電視台的第一項工作是在節目《歡樂今宵》跟已故藝人鍾保羅等人學習司儀主持的技巧。當時，他以旁聽生身份加入無綫電視藝員訓練班接受演藝培訓。

### 歌唱事業與近況
1989年，曾航生簽約華納唱片公司，1990年8月出版首張個人大碟《無悔今生》（改編自巫啟賢國語作品《情感的水手》），1991年1月第2張個人專輯第一首主打歌《分手》（改編自伍思凱國語作品《特別的愛給特別的你》，由王書權填詞，當年一同出道的黎明亦有改編這首國語作品为（特别的歌给特别的你）派台，曾航生在各大傳媒的年終頒獎禮先後獲得香港電台十大中文金曲最有前途新人獎（金獎），商業電台叱吒樂壇生力軍男歌手（金獎），TVB十大勁歌金曲新人獎（銀獎）等。曾航生作風低調，少有官方以外的宣傳，現任星恆制作有限公司主席、星恆數碼科技有限公司 CEO、香港電腦音樂學會主席、香港音樂協會副主席、香港作曲家及作詞家協會-出版人會員、作家會員、香港藝術中心藝術學院音樂課程講師，而他目前仍然活躍於歌唱事業。曾航生歌曲代表作品為《永遠幸福》、《再見亦是朋友》及《 越是痴心越是傷心》。
2012年，曾航生與無綫電視簽約，首部出演的電視劇是《好心作怪》，飾演劇中夏思嘉（黃智雯飾）丈夫羅總理；其後在多部劇集中飾演配角，包括於電視劇《神鎗狙擊》，飾演一個不擇手段的毒販角色，以及《巾幗梟雄之諜血長天》、《寒山潛龍》、《飛虎II》和2014年賀歲劇《新抱喜相逢》。
2017年，兩度亮相無綫電視《流行經典50年》節目獻唱，其中6月12日於節目中與何婉盈相隔十二年再次現場獻唱《再見亦是朋友》一曲，受到網民注意。
2018年7月15日，與「經典同學會」一班歌手參與「愛恩光.經典金曲音樂會」慈善演出，並再度與何婉盈合作現場獻唱《再見亦是朋友》。8月17日，何婉盈、曾航生參與「2018「圓夢飛翔跨十載」慈善演唱會」演出，二人透露正計劃以男女組合形式復出樂壇，將會一起推出新歌及發燒唱片。

### 政治立場
曾航生亦有參與支持港版國安法的聯署。

## 音樂作品

### 個人專輯
| # | 專輯名稱         | 專輯類型   | 發行公司                   | 發行日期      | 曲目 |
| - | ---------------- | ---------- | -------------------------- | ------------- | --- |
| 1 | 曾航生           | 大碟       | 華納唱片                   | 1990年8月     | 曲目 1. 告别笑容 2. 懷念我嗎 3. 夢幻時光 4. 何必相愛 5. 一生最暖 6. 忘了 7. 無悔今生 8. 仍能愛多次 9. 浮雲夢 |
| 2 | 永遠幸福         | 大碟       | 華納唱片                   | 1991年1月     | 曲目 1. 永遠幸福 2. 為了你 3. 要愛便愛 4. 冷暖情 5. 隨風消逝 6. 分手 7. 我仍是我 8. 惆悵 9. 一些感覺 10. 魔法時代 |
| 3 | 想念你           | 大碟       | 華納唱片                   | 1992年1月7日  | 曲目 1. 愛似刀 2. 想念你 3. 夜曲 4. 日夜懷念你 5. 情是最誤人 6. 再見亦是朋友（何婉盈合唱） 7. 吻別 8. 情感的三角 9. 落霞 10. 不再傲 11. 你真的最好 |
| 4 | 越是痴心越是傷心 | 大碟       | 華納唱片                   | 1993年10月    | 曲目 1. 越是痴心越是傷心 2. 情未許一生 3. 愛是無罪（TVB劇集《九二鍾無艷》插曲） 4. 仍是愛你 5. 風花雪月事 6. 一生最愛、一生不變 7. 離開我 8. 一生想你 9. 愛的傳說 10. 情之最真 11. 你現在還好嗎 12. 離去的一剎那                                                         |
| 5 | 不變的浪漫       | 新曲＋精選 | 華納唱片                   | 1994年4月     | 曲目 1. 不變的浪漫（新歌） 2. 誤會（新歌） 3. 告別笑容 4. 無悔今生 5. 浮雲夢 6. 永遠幸福 7. 分手 8. 想念你 9. 再見亦是朋友（何婉盈合唱） 10. 離去的一剎那 11. 越是癡心越是傷心 12. 愛是無罪（無線電視劇《九二鐘無艷》插曲） 13. 一生想你 14. 你現在還好嗎 15. 情未許一生 |
| 6 | 唱作學堂         | EP         | 環星唱片                   | 2004年7月     | 曲目 1. 騙局 2. 彼此欣賞 3. 再見亦是朋友+萍聚 4. 高山青+康定情歌 5. Can't Help Falling In Love |
| 7 | 香港傳奇         | 翻唱大碟   | 廣州市天圓文化傳播有限公司 | 2010年5月28日 | 曲目 1. 幾許風雨 2. 星 3. 默默向上游 4. 沉默是金 5. 前程錦秀 6. 每一句說話 7. 從不放棄 8. 笑看風雲 9. 浪子心聲 10. 最後一班渡輪 11. 從未試過擁有 12. 一點燭光 13. 獅子山下                                                                                               |
| 8 | 香港傳奇Ⅱ        | 翻唱大碟   | 廣州市天圓文化傳播有限公司 | 2013年8月10日 | 曲目 1. 雪中情 2. 如夢初醒 3. 舊夢不須記 4. 赤的疑惑 5. 愛是無罪（2013版） 6. 永遠幸福（2013版） 7. 殘夢 8. 彼此欣賞（2013版） 9. 紙船 10. 每當變幻時 11. 再見亦是朋友（2013版）                                                                                         |

### 合輯
| #  | 專輯名稱                             | 專輯類型   | 發行公司 | 發行日期   | 曲目 |
| -- | ------------------------------------ | ---------- | -------- | ---------- | --- |
| 1  | 華納白金經典13首第四輯               | 精選       | 華納唱片 | 1990年9月  | 曲目 1. 依然（林憶蓮） 2. 人在風雨中（王傑） 3. 珍重（葉蒨文） 4. Close Your Eyes（蔡立兒） 5. 決裂邊緣（太極樂隊） 6. 乾一杯（葉蒨文、林子祥） 7. 試問誰沒錯（陳百強） 8. 冬季來的女人（林憶蓮、王傑） 9. 無悔今生（曾航生） 10. 曾在你懷抱（林姍姍、陳百強） 11. 重逢（林子祥、葉蒨文） 12. 日夕回味（林姍姍） 13. 獨醉之後（周啟生） |
| 2  | 華納白金經典13首第五輯               | 新曲＋精選 | 華納唱片 | 1991年3月  | 曲目 1. 一生不可自決（陳百強） 2. 秋去秋來（葉蒨文） 3. 永遠幸福（曾航生） 4. 日落日出（林子祥） 5. 夜雨之後（陳聲妮） 6. 舊情人（周潤發） 7. 風中傷心人（陳聲妮） 8. 傾斜（林憶蓮） 9. 真愛（馬怡靜） 10. 似夢迷離（林子祥） 11. 為了你（曾航生） 12. 天生不是情人（陳百強） 13. 雨中抱擁（呂方） |
| 3  | 華納群星獻金曲                       | 精選       | 華納唱片 | 1991年5月  | 曲目 1. 似夢迷離（林子祥） 2. 焚心以火（葉蒨文） 3. 不捨得你（呂方） 4. 情深義斷（梁球） 5. Close Your Eyes（蔡立兒） 6. 樂與悲（太極樂隊） 7. 半分緣（陳百強） 8. 前塵（林憶蓮） 9. 真愛（馬怡靜） 10. 舊情人（周潤發） 11. 親愛的（王傑） 12. 浮雲夢（曾航生） 13. 一絲的寄望（陳德彰） |
| 4  | 華納白金經典13首第六輯               | 新曲＋精選 | 華納唱片 | 1991年6月  | 曲目 1. Because I Love You（杜德偉） 2. 今生無悔（王傑） 3. 瘋了（林憶蓮） 4. 一切為何（太極樂隊） 5. 一生不可自決（陳百強） 6. Say U Love Me（蔡立兒） 7. 心裡的陽光（葉蒨文） 8. 星之影像（林子祥） 9. 天老情未老（呂方） 10. 舊歡如夢（周潤發） 11. 焚心以火（葉蒨文） 12. 分手（曾航生） 13. 化蝶（周啟生） |
| 5  | 華納白金經典13首第七輯               | 新曲＋精選 | 華納唱片 | 1991年11月 | 曲目 1. 男兒當自強（Rock Version）（林子祥） 2. 愛上一個不回家的人（林憶蓮） 3. 只因愛你（陳百強） 4. 天生喜歡你（杜德偉） 5. 尋覓（葉蒨文） 6. 一隻蚊（林子祥） 7. 喜歡嗎（周啟生） 8. 信自己（杜德偉、葉蒨文） 9. 頂天立地（太極樂隊） 10. 多謝（林憶蓮） 11. 最後一次別離（呂方） 12. 欠你這一世（蔡立兒） 13. 浮雲夢（曾航生） |
| 6  | 天碟金曲精選                         | 精選       | 華納唱片 | 1992年3月  | 曲目 1. Crystal（太極樂隊） 2. 春風秋雨（葉蒨文） 3. 你的淺笑（呂方） 4. 前塵（林憶蓮） 5. 是緣是債是場夢（劉錫明） 6. 半真半假（仇雲峰） 7. 今生無悔（王傑） 8. 再見亦是朋友（何婉盈、曾航生） 9. 你怎麼捨得我難過（劉錫明） 10. Because I Love You（杜德偉） 11. 絕戀（蔡立兒） 12. 地久天長（呂方） 13. 男兒當自強（Rock Version）（林子祥） 14. 心痛（王傑） 15. 頂天立地（太極） |
| 7  | 華納群星難忘您許冠傑                 | 翻唱大碟   | 華納唱片 | 1992年5月  | 曲目 1. 學生哥（林子祥） 2. 半斤八兩（Beyond） 3. 印象（杜德偉） 4. 夜半輕私語（呂方） 5. 天才白癡夢（陳百強） 6. 梨渦淺笑（何婉盈） 7. 世事如棋（劉錫明） 8. 難忘您（林憶蓮） 9. 這一曲送給你（鍾鎮濤） 10. 雙星情歌（葉蒨文） 11. 滄海一聲笑（黃霑） 12. 等玉人（太極樂隊） 13. 知音夢裡尋（蔡立兒） 14. 鐵塔凌雲（曾航生） 15. 沉默是金（雷有暉、雷有曜） |
| 8  | 天碟二金曲精選                       | 精選       | 華納唱片 | 1992年10月 | 曲目 1. 愛到分離仍是愛（葉蒨文、林子祥） 2. 彎彎的月亮（呂方） 3. 將心意盡訴（林子祥） 4. 准我（杜德偉） 5. 沒有你 還是愛你（林憶蓮） 6. 封鎖我一生（王傑） 7. 想念你（曾航生） 8. 長城（Beyond） 9. 真真假假（張衛健） 10. 現實就是現實（葉蒨文） 11. 天才白痴夢（陳百強） 12. 一生全屬你（劉錫明） 13. 生死約（蔡立兒） 14. 等玉人（太極樂隊） 15. 這一曲送給你（鍾鎮濤） |
| 9  | 天碟三金曲精選                       | 新曲＋精選 | 華納唱片 | 1993年1月  | 曲目 1. 選擇（林子祥、葉蒨文） 2. 請你跟我走（激情版）（呂方） 3. 每一句說話（Autumn Version）（太極樂隊） 4. 愛上你是我一生的錯（何婉盈） 5. 當你靠著我（鍾鎮濤） 6. 不可吩咐（杜德偉） 7. 海角天涯（劉錫明） 8. I Love You（張衛健） 9. 情人知己（葉蒨文） 10. 愛是無罪（曾航生） 11. 微笑的秋（張佩德、吳家輝） 12. 說謊的愛人（王傑） 13. 遙望（Beyond） 14. 親愛的你（陳百強） 15. Night & Day（蔡立兒） |
| 10 | 華納群星賀歲金曲－喜上加喜           | 翻唱大碟   | 華納唱片 | 1993年2月  | 曲目 1. 財神到（林子祥） 2. 祝福你（華納群星） 3. 新春頌獻（曾航生、何婉盈） 4. 迎春花（劉錫明、蔡立兒） 5. 祝新歲（張衛健、呂方） 6. 歡樂年年（葉蒨文、杜德偉） 7. 恭喜你（太極樂隊） 8. 恭喜恭喜（鍾鎮濤、林志穎） |
| 11 | 天碟六合唱金曲精選                   | 新曲＋精選 | 華納唱片 | 1993年8月  | 曲目 1. 愛偏要別離（葉蒨文、林子祥） 2. 癡情（一串癡情一串淚）（張衛健、黎姿） 3. 原來愛過以後（周潤發、葉蒨文） 4. Crystal（太極樂隊） 5. 選擇（黎瑞蓮、曾航生） 6. 沙沙的雨（呂方、倫永亮） 7. 信自己（杜德偉、葉蒨文） 8. 亂世桃花（葉蒨文、林子祥） 9. 愛上你是我一生的錯（何婉盈、鄧建明） 10. 車站（夏韶聲、蘇芮） 11. 溫柔的你（王傑、林憶蓮） 12. 再見亦是朋友（何婉盈、曾航生） 13. 愛到分離仍是愛（葉蒨文、林子祥） 14. 此情只待成追憶（林憶蓮、倫永亮） 15. 曾在你懷抱（陳百強、林姍姍） 16. 乾一杯（葉蒨文、林子祥） |
| 12 | 華納閃電傳真機No.1兒歌大串燒         | 兒歌大碟   | 華納唱片 | 1993年11月 | 曲目 1. 穿起媽媽的高跟鞋（黎姿） 2. 哪兒（葉蘊儀） 3. 告訴爸爸我也愛他（馬浚偉） 4. 命運鬥士（張衛健） 5. 野菊花（林志穎） 6. 時代節奏（劉錫明） 7. 再戰蝙蝠俠（杜德偉） 8. 當你靠近我（鍾鎮濤） 9. 心肝寶貝（林子祥） 10. 生命彩虹（呂方） 11. 長夜真不錯（鍾鎮濤） 12. 魔法時代（曾航生） |
| 13 | 天碟七金曲精選                       | 新曲＋精選 | 華納唱片 | 1993年12月 | 曲目 1. 歡笑之歌（廣東版）（葉蒨文、馬浚偉） 2. Loving You（吳奇隆） 3. 拒絕你綑綁（杜德偉） 4. 願世間有青天（Rock Version）（林子祥） 5. 你是明日意義（黎姿） 6. 你現在還好嗎？（曾航生） 7. 女人的眼淚（葉蒨文） 8. 請接受我這些愛（劉錫明） 9. 依依不捨（張衛健、黎姿） 10. 情人（Beyond） 11. 愛於錯誤年代（廣東版）（李麗珍） 12. 承受（呂方） 13. 離不開（陳百強） 14. 舊居中的鋼琴（林子祥） 15. 歡笑之歌（國語版）（葉蒨文、馬浚偉）                                                                                     |
| 14 | 華納群星賀歲金曲－喜上加喜＋天天報喜 | 翻唱大碟   | 華納唱片 | 1994年2月  | 曲目 Disc 1： 喜上加喜 1. 財神到（林子祥） 2. 祝福你（華納群星） 3. 新春頌獻（曾航生、何婉盈） 4. 迎春花（劉錫明、蔡立兒） 5. 祝新歲（張衛健、呂方） 6. 歡樂年年（葉蒨文、杜德偉） 7. 恭喜你（太極樂隊） 8. 恭喜恭喜（鍾鎮濤、林志穎） Disc 2： 天天報喜 1. 天天報喜（吳奇隆） 2. 春風報喜（馬浚偉、黎姿） |
| 15 | 濃情蜜意情歌精選                     | 精選       | 華納唱片 | 1994年3月  | 曲目 1. 情人知己（葉蒨文） 2. 一天一天等下去（吳奇隆） 3. 給我一個心愛的（林志穎） 4. 幾時愛我（呂方） 5. 十二月之吻（杜德偉） 6. 交出一切（林子祥） 7. 請接受我這些愛（劉錫明） 8. 你現在還好嗎？（曾航生） 9. 情人（Beyond） 10. 你是明日意義（黎姿） 11. 幸運就是遇到你（馬浚偉） 12. 依依不捨（張衛健、黎姿） 13. 選擇（林子祥、葉蒨文） 14. 永遠愛你（太極樂隊） 15. 當你靠著我（鍾鎮濤） |
| 16 | 天碟八金曲精選                       | 新曲＋精選 | 華納唱片 | 1994年4月  | 曲目 1. 永不放棄（劉德華、郭富城） 2. Oh Ma Ma（張衛健） 3. 從新跟她一個（杜德偉） 4. 永遠青春可愛（葉蒨文） 5. 為了你，為了我（Beyond） 6. 幸運就是遇到你（馬浚偉） 7. 全部為你（鍾鎮濤） 8. 情迷夜雨（黎姿） 9. 恍怫裡，彷佛想您（李麗珍） 10. 放過我（袁潔瑩） 11. 歸向平淡（林子祥） 12. 何必有你，何必有我？（張衛健） 13. 遙遠的心（馬浚偉） 14. 離去的一剎那（曾航生） 15. 天老情未老（呂方） |
| 17 | 華納群星劇場版                       | 精選       | 華納唱片 | 1994年5月  | 曲目 1. 愛出個未來（吳奇隆） 2. 你是明日意義（黎姿） 3. 遙遠的心（馬浚偉） 4. 心雲（林志穎） 5. 舊居中的鋼琴（林子祥） 6. 女人的弱點（葉蒨文） 7. 煙火（吳奇隆） 8. 一天一天等下去（吳奇隆） 9. 多愛你一天（呂方） 10. 榴槤飄香（張衛健） 11. 你今天要走（葉蒨文） 12. 擦肩而過（蘇有朋） 13. 你現在還好嗎？（曾航生） 14. 夢見你回來（郭富城） |
| 18 | 天碟如此多Fun                        | 新曲＋精選 | 華納唱片 | 1994年7月  | 曲目 1. 江山如此多Fun（黃霑） 2. 女人的弱點（葉蒨文） 3. 愛出個未來（吳奇隆） 4. 狂野之城（郭富城） 5. 白恤衫（黎姿） 6. 愛著你如愛著我（杜德偉） 7. 夜長夢多（馬浚偉） 8. 願世間有青天（Rock Version）（林子祥） 9. 你永遠都最重要（張衛健） 10. 老情歌（國語）（呂方） 11. 情人的眼睛（國語）（鍾鎮濤、章容舫） 12. 不變的浪漫（曾航生） 13. 愛人還是你（吳奇隆） 14. 做對縯紛戀人（馬浚偉、江欣燕） 15. When a Man Loves a Woman（林子祥）                                                                                    |

### 單曲
- 1992年：《鐵塔凌雲》（收錄於《華納群星難忘您許冠傑》專輯）
- 1992年：《相思萬千重》（收錄於《華納群星難忘您許冠傑》鐳射影碟）
- 1993年：《祝福你》(華納群星合唱)（收錄於華納群星《喜上加喜》大碟）
- 1993年：《新春頌獻》(何婉盈合唱)（收錄於華納群星《喜上加喜》大碟）
- 1993年：《選擇》(黎瑞蓮合唱)（收錄於《天碟合唱金曲精選六》合輯）

### 未出版歌曲
- 1993年：《愛的境界》(何婉盈合唱)（TVB電視劇《極度空靈之人鬼情》片尾曲）

### 其他
- 新城電台精選104創作台歌及制作
- 香港紅十字會《捐血救人1998》宣傳CD
- 《曲琪天使兒歌集》作曲、監製
- 監製香港立法會選舉《周梁配》宣傳CD
- TsangSir「電腦唱作學堂」VCD+新歌+經典歌集
- 2008年 出版《音樂道德經》並兼任監製／作曲／編曲／主唱
- 2010年6月推出《香港傳奇》曾航生粵唱越發燒HIFI唱片
- 同時出版3D立體MV及全球第一首裸眼3D立體MV
- 2010年9月曾航生自創作第一首3D立體動畫MV首片段(香港傳奇前傳)
- 2010年10月曾航生自創作3D立體動畫MV(2)片段(香港傳奇前傳)

## 派台歌曲成績
| 派台歌曲成績               | 派台歌曲成績     | 派台歌曲成績 | 派台歌曲成績 | 派台歌曲成績 | 派台歌曲成績 | 派台歌曲成績                                        |
| -------------------------- | ---------------- | ------------ | ------------ | ------------ | ------------ | --------------------------------------------------- |
| 唱片                       | 歌曲             | 903          | RTHK         | 997          | TVB          | 備註                                                |
| 1990年                     |                  |              |              |              |              |                                                     |
| 曾航生                     | 無悔今生         | 4            | /            |              | 8            | OT：巫啟賢 ~ 情感的水手                             |
| 曾航生                     | 告別笑容         | 22           | -            |              | -            |                                                     |
| 曾航生                     | 浮雲夢           | 6            | /            |              | /            |                                                     |
| 永遠幸福                   | 分手             | 20           | 17           |              | /            | OT：伍思凱 ~ 特別的愛給特別的你                     |
| 1991年                     |                  |              |              |              |              |                                                     |
| 永遠幸福                   | 永遠幸福         | 3            | 2            |              | 2            | OT：Bird Thongchai ~ Ngiab Ngiab Kon Diau           |
| 永遠幸福                   | 為了你           | 21           | 15           |              | /            | OT：金民雨 ~ 只是愛情                               |
| 想念你                     | 愛似刀           | -            | -            |              | -            | OT：中村雅俊 ~ 耐えられない愛の軽さ                 |
| 想念你                     | 你真的最好       | 7            | 6            |              | 7            | OT：Bird ThongChai ~ Khon Pah                       |
| 1992年                     |                  |              |              |              |              |                                                     |
| 想念你                     | 再見亦是朋友     | 5            | 1            |              | 1            | 兩台冠軍歌 與何婉盈合唱 OT：李翊君、李富興 ~ 萍聚   |
| 想念你                     | 想念你           | 19           | -            |              | -            |                                                     |
| 越是痴心越是傷心           | 離開我           | -            | -            |              | -            |                                                     |
| 越是痴心越是傷心           | 愛是無罪         | -            | -            |              | -            | OT：Pun ~ Pee Mun Pid Eng TVB電視劇《92鍾無艷》插曲 |
| 1993年                     |                  |              |              |              |              |                                                     |
| 華納群星賀歲金曲－喜上加喜 | 祝福你           | 4            | -            |              | -            | 華納群星合唱                                        |
| 越是痴心越是傷心           | 越是痴心越是傷心 | 19           | 9            |              | /            |                                                     |
| 越是痴心越是傷心           | 你現在還好嗎     | -            | -            |              | /            | OT：周華健 ~ 你現在還好嗎                           |
| 越是痴心越是傷心           | 離去的一剎那     | -            | -            |              | /            |                                                     |
| 1994年                     |                  |              |              |              |              |                                                     |
| 不變的浪漫                 | 不變的浪漫       | -            | -            | /            | /            |                                                     |

| 各台冠軍歌總數 | 各台冠軍歌總數 | 各台冠軍歌總數 | 各台冠軍歌總數 | 各台冠軍歌總數    |
| -------------- | -------------- | -------------- | -------------- | ----------------- |
| 903            | RTHK           | 997            | TVB            | 備註              |
| 0              | 1              | 0              | 1              | 四台冠軍歌總數：0 |

## 電視劇（無綫電視）
| 首播   | 劇名                           | 角色              |
| 1990年 | 成功路上                       | 偉信公司男職員    |
| 1990年 | 越柙飛龍（電視電影）           | -                 |
| 1990年 | 孖仔孖心肝                     | 男人丙            |
| 1990年 | 同居三人組                     | Sam               |
| 1991年 | 蜀山奇俠之仙侶奇緣             | 孫南              |
| 1992年 | 摩登小男人 EP8                 | 曾航生            |
| 1992年 | 小男人出差                     | 金國生            |
| 1992年 | 92鍾無艷                       | 卓朗生            |
| 1993年 | 極度空靈之「人鬼情」           | 許志清            |
| 1993年 | 不可思議星期二第二輯之「驚夢」 |                   |
| 2013年 | 好心作怪                       | 羅總理            |
| 2013年 | 神鎗狙擊                       | 毒梟駒            |
| 2013年 | 法外風雲                       | 鄭嘉誠（鄭Sir）   |
| 2013年 | 貓屎媽媽                       | 尤器              |
| 2014年 | 新抱喜相逢                     | 鄭東綽            |
| 2014年 | 寒山潛龍                       | 靈霄道長          |
| 2014年 | 使徒行者                       | 駱祺（L.K.）      |
| 2014年 | 我們的天空                     | 李醫生            |
| 2014年 | 再战明天                       | Logan             |
| 2014年 | 飛虎II                         | 徐奇俠（韓宇）    |
| 2014年 | 名門暗戰                       | 吳俊傑            |
| 2014年 | 醋娘子                         | 陳老闆            |
| 2014年 | 愛·回家 (第一輯)               | Gilbert           |
| 2015年 | 宦海奇官                       | 萬世昌            |
| 2015年 | 八卦神探                       | 成在天            |
| 2015年 | 四個女仔三個BAR                | 朱耀力            |
| 2015年 | 以和為貴                       | 卜智濤            |
| 2015年 | 樓奴                           | 曾慕雲            |
| 2015年 | 枭雄                           | 易先生            |
| 2016年 | EU超時任務                     | 劉世邦            |
| 2016年 | 愛·回家之八時入席              | Richard           |
| 2016年 | 廉政行動2016                   | 黃律師            |
| 2016年 | 完美叛侶                       | 劉威廉            |
| 2016年 | 巨輪II                         | 莫志輝            |
| 2016年 | 律政強人                       | 林家源            |
| 2016年 | 巾幗梟雄之諜血長天             | 徐庭輝            |
| 2017年 | 味想天開                       | 湯顯仁            |
| 2017年 | 迷                             | 鄧耀權            |
| 2017年 | 親親我好媽                     | 康                |
| 2017年 | 與諜同謀                       | Terry             |
| 2017年 | 同盟                           | 羅宗翰            |
| 2017年 | 燦爛的外母                     | 鄧勤              |
| 2017年 | 雜警奇兵                       | 甄永庸            |
| 2018年 | 特技人                         | 歐俊民（Perry）   |
| 2018年 | 兄弟                           | 黃達中            |
| 2019年 | 愛·回家之開心速遞              | 宋青書            |
| 2019年 | 街坊財爺                       | 石春生            |
| 2019年 | 牛下女高音                     | 邵偉朝            |
| 2020年 | 黃金有罪                       | 唐昊山            |
| 2020年 | 十八年後的終極告白             | 曹伯晟            |
| 2020年 | 迷網                           | 霍天銳（Raymond） |
| 2020年 | 過街英雄                       | 楊廣財            |
| 2020年 | C9特工                         | 彭志伸            |
| 2020年 | 踩過界II                       | 范世昌            |
| 2021年 | 大步走                         | 智康              |
| 2021年 | 星空下的仁醫                   | 戴日進（Ted）     |
| 2023年 | 你好，我的大夫                 | 成家傑            |
| 2024年 | 旁觀者                         | 家榮              |
| 2024年 | 巾幗梟雄之懸崖                 | 龍振堂            |
| 2025年 | 刑偵12                         | 嚴梓博            |

## 電視劇（邵氏兄弟）
| 首播   | 劇名           | 角色   |
| 2020年 | 飛虎之雷霆極戰 | 關sir  |
| 2023年 | 廉政狙擊       | 廖志遠 |

## 電影
- 1991年：豪門夜宴
- 1992年：赤道迷情
- 1992年：風月佳人
- 1994年：愛情色香味
- 1996年：危情追蹤

## 綜藝節目
- 1985-1986年、1988-1994年：歡樂今宵
- 1994年：寰宇風情（毛里求斯特輯）（主持）
- 2017年：最緊要好好玩 消暑版
- 2017年：流行經典50年
- 2018年：流行經典50年
- 2022年：思家大戰

## 外部
- 曾航生新浪微博 （页面存档备份，存于）
- 曾航生Facebook （页面存档备份，存于）
- 曾航生 Music Blog[]
- 曾航生部落格
- 星恆制作有限公司 （页面存档备份，存于）
- 香港影庫 - 曾航生 （页面存档备份，存于）